# Cowboy-Kongen fra New Mexico
Cowboy-Kongen fra New Mexico er en amerikansk stumfilm fra 1918 af Lynn Reynolds.

## Medvirkende
- Tom Mix - Tex Wilson
- Victoria Forde - Roberta Stephens
- Frank Clark - Stephens
- Barney Furey - Wallace Payton
- Pat Chrisman - Juan
- Buck Jones